# نویاک (نیویورک)
نویاک (به انگلیسی: Noyack) یک منطقهٔ مسکونی در ایالات متحده آمریکا است که در شهرستان سافک، نیویورک واقع شده‌است. نویاک ۲۲٫۶ کیلومتر مربع مساحت و ۳٬۵۶۸ نفر جمعیت دارد و ۸ متر بالاتر از سطح دریا واقع شده‌است.